# Rebollar (Cáceres)
Pour les articles homonymes, voir Rebollar.
Rebollar est une commune de la province de Cáceres dans la communauté autonome d'Estrémadure en Espagne.